# Вулиця Крайня (Львів)
Вулиця Крайня — вулиця в Личаківському районі Львова, у місцевості Нове Знесіння. Пролягає від вулиці Ковельської до вулиці Помірки, паралельно вулиці Тарнавка.

## Історія та забудова
Виникла у 1930-х роках, у 1933 році отримала сучасну назву — Крайня (у роки Другої польської республіки — Краньцова, за часів німецької окупації — Кранцґассе).
Забудована старими одноповерховими будинками у стилі конструктивізм та сучасними приватним садибами. Вілла під № 4 збереглася з міжвоєнного періоду.